# Гірнича промисловість Азербайджану
Гірнича промисловість Азербайджану
Гірнича промисловість представлена видобутком нафти і газу, різних руд, нерудної сировини, мінеральних вод. Питома вага гірничої промисловості в загальному обсязі пром. виробництва в Азербайджані не перевищує 7-8%. Найкраще розвинена нафтогазовидобувна галузь. Добувають також зал. руди, руди кольорових металів, мідно-молібденові, свинцево-цинкові руди, кам'яну сіль, дорогоцінне і виробне каміння, нерудні будівельні матеріали.

## Нафтовидобування
Нафтовидобуток займає провідне місце в економіці країни. Динаміка видобутку нафти і конденсату в Азербайджані (млн т): 1997 — 9,1; 1998 — 11,4; 1999 — 14,4; 2001 — 14.91; перше півріччя 2003 — 5,2. Видобуток природного газу склав (в млрд м³): 1997 — 5,26; 1998 — 5,6; 1999 — 6,1; перше півріччя 2003 — 2,9. Державна нафтогазовидобувна компанія State Oil Co. of the Azerbaijani Republic (SOCAR) поступово зменшує видобуток нафти, тоді як міжнародна компанія Azerbaijan International Operating Co. (AIOC) збільшує свої потужності. У 2001 р SOCAR видобув 60%, а AIOC — 40% нафти і конденсату.
Азербайджан розвиває сучасніший з двох своїх нафтопереробних заводів — «Азернефтяг» потужністю 14 млн тонн на рік, але плани подальшої модернізації, яка здійснюється спираючись на внутрішні фінансові ресурси, ставить в залежність від темпів зростання видобутку нафти.
Нафтогазові запаси Азербайджану привабливі для іноземних нафтових компаній. Азербайджан серед країн СНД лідирує за темпами росту іноземних інвестицій (від 10% до 50% на рік). За період з 1996 по 2000 рр. сума іноземних інвестицій склала 5 млрд дол. США. На межі ХХ-XXI ст. основними інвесторами в Азербайджані є нафтові компанії. Близько 90% акцій АМОК належить іноземним інвесторам: «Бритіш петролеум» (Велика Британія, 17,1 %), «Амоко» (США, 17,0 %), «Лукойл» (Росія, 10,0 %), «Пенсойл» (США, 4,8 %), «Юнокал» (США, 10,0 %), «Статойл» (Норвегія, 8,6 %), «Іточу ойл» (Японія, 3,9%), «Рамко» (Велика Британія, 2,1 %), ТПАО (Туреччина, 6,7 %), «Ексон» (США, 8,0 %), «Делта-Німір» (Саудівська Аравія, 1,7 %).
Азербайджан має 1130 км трубопроводів для транспортування сирої нафти, 630 км — для транспортування нафтопродуктів і 1240 км газопроводів. По основному трубопроводу нафта через територію Грузії надходить в Батумі, а звідти йде на експорт — або в сирому вигляді, або після переробки на Батумському нафтоочисному заводі. Інший трубопровід — північний, прокладено через територію Росії в Новоросійськ. Пропускна здатність нафтопроводів — 25 млн т нафти на рік. Два газопроводи слідують паралельно нафтопроводу в Тбілісі, а звідти на північ через Великий Кавказ в Росію і Західну Європу. Досягнута угода між інвесторами і урядом Азербайджану про будівництво нафтопроводу Баку-Джейхан. У числі інвесторів — «Державна нафтова компанія Азербайджану — ГНКАР» (50 % участі), британська BP (25,41 %) і Ramco (1,5 %), американська Unocal (7,48 %), норвезька Statoil (6,37 %), турецька TPAO (5,02 %), японська Itochu (2,92 %) і саудівсько-американська Delta-Hess (1,25 %).

## Інші галузі гірничої промисловості
Гірничометалургійна пром-сть країни представлена Сумгаїтським алюмінієвим заводом продуктивністю 50 тис. т/рік, глиноземним заводом Гянджа продуктивністю 450 тис. т/рік, алунітовим ГЗК Заглік, Дашкесанським залізорудним ГЗК і інш. На базі магнетитових руд Дашкесанського родовища працює найбільший у Закавказзі Азербайджанський ГЗК продуктивністю понад 1,4 млнт. залізорудного концентрату (2001). Продукція ГЗК експортується г.ч. в Грузію (на Руставський МК).
Глиноземний завод в Гянджі, який контролює компанія Azerbaijan Aluminium, у 2001 р зменшив виробництво глинозему на 56,4% внаслідок відсутності сировини. У 2002 компанія планувала виробити 300 тис. т глинозему. Голландська компанія Fondel Metal Participation BV планує протягом 25 років інвестувати в розвиток алюмінієвого сектору Азербайджану $1 млрд, з них $500 млн — у наступні п'ять років.
Гірниче машинобудування представлене головним чином машинами, приладами та обладнанням для нафтодобувної промисловості.
У 1997 р. урядом А. підписана угода з консорціумом компаній США RV Investment Group Services на проведення геологорозвідувальних робіт і залучення до розробки 9 золоторудних родовищ з інвестиціями 500 млн дол.